# Adam Sąsiedzki
Adam Stanisław Sąsiedzki (ur. 1858 w Szendranach, zm. po 1920 roku) – działacz socjalistyczny, publicysta i właściciel ziemski.
Urodził się w 1858 w Szendranach w Besarabii, gdzie rodzice (Wiktor i Adela z Jungów Sąsiedzcy) mieli majątek ziemski. Kształcony początkowo przez guwernera w domu rodzinnym, w 1875 rozpoczął studia w Petersburgu, prawdopodobnie studiował medycynę. W latach 1878–1879 przebywał i działał w Warszawie. Współpracował m.in. z Ludwikiem Waryńskim i Józefem Uziembłą. Po rozproszeniu ruchu przez policję w 1879 przeniósł się do Krakowa. Uczestniczył w zakładaniu kółek robotniczych. Był autorem broszury Sprawy żywotne : popielowskie myszy i rzeczywistość. Po wydaleniu z Galicji za działalność socjalistyczną, w 1881 znalazł się ponownie w Warszawie. Pisał m.in. na łamach „Przeglądu Tygodniowego”. W kwietniu 1883 został aresztowany za udział w proteście studentów, relegowany z Uniwersytetu i odesłany do miejsca zamieszkania na dwa lata. W latach 1883–1885 przebywał w Paryżu. W 1885 przy próbie powrotu do domu został aresztowany i osadzony w Cytadeli. Po opłaceniu kaucji został odesłany do miejsca zamieszkania pod dozór policji. Jeszcze przez 4 lata studiował w Paryżu, lecz nie odnowił już kontaktów z socjalistami. Objął majątek po ojcu, został wzorowym ziemianinem. Zajął się kompletowaniem biblioteki oraz uprawą roli. Zmarł po roku 1920.